# 喬琳·布姆科沃
喬琳·馬利加·布姆科沃（荷蘭語：Jolien Maliga Boumkwo，1993年8月27日—）是一名比利時女子田徑運動員，主要參加鉛球和鏈球比賽。她在這兩個項目上都保持著全國紀錄。
2023年，布姆科沃在2023年歐洲田徑團體錦標賽100米跨欄項目中代替受傷的隊友安娜·札格瑞參賽（同為跨欄選手的漢妮·克拉斯也受傷），引起了國際社會的關注。為了避免受傷的風險，她以輕鬆的速度跑完了比賽，以32.81秒的成績獲得最後一名。由於另一名跨欄選手的錯誤起跑，她在國家得分中獲得2分。

## 國際賽事
| 年          | 賽事             | 舉辦城市       | 名次        | 項目        | 記錄        |
| 代表 比利时 | 代表 比利时      | 代表 比利时    | 代表 比利时 | 代表 比利时 | 代表 比利时 |
| ----------- | ---------------- | -------------- | ----------- | ----------- | ----------- |
| 2011        | 歐洲青少年錦標賽 | 愛沙尼亞塔林   | 13 (q)      | 鉛球        | 14.32 m     |
| 2012        | 世界青年錦標賽   | 西班牙巴塞隆納 | 10          | 鉛球        | 15.31 m     |
| 2013        | 歐洲U23錦標賽    | 芬蘭坦佩雷     | 14 (q)      | 鉛球        | 15.21 m     |
| 2015        | 歐洲U23錦標賽    | 愛沙尼亞塔林   | 6           | 鉛球        | 16.47 m     |
| 2015        | 歐洲U23錦標賽    | 愛沙尼亞塔林   | 14 (q)      | 鏈球        | 63.24 m     |
| 2016        | 歐洲錦標賽       | 荷蘭阿姆斯特丹 | 14 (q)      | 鉛球        | 16.66 m     |
| 2023        | 歐洲室內錦標賽   | 土耳其伊斯坦堡 | 15 (q)      | 鉛球        | 16.18 m     |
| 2023        | 歐洲團體錦標賽   | 波蘭霍茹夫     | 8           | 100米跨欄   | 32.81 s     |
| 2023        | 歐洲團體錦標賽   | 波蘭霍茹夫     | 7           | 鉛球        | 16.58 m     |

## 個人最佳紀錄
室外
- 鉛球—17.09 m（2016）NR（英语：List of Belgian records in athletics）
- 鐵餅—50.60 m（2014）
- 鏈球—67.30 m（2016）
- 100米跨欄—32.81 s（2023）

室內
- 鉛球—17.87 m（2023）NR[5]

## 外部連結
- 喬琳·布姆科沃在世界田徑總會上的資料
- 喬琳·布姆科沃 （页面存档备份，存于）在鑽石聯賽上的資料